# Молина (королевская сеньория)

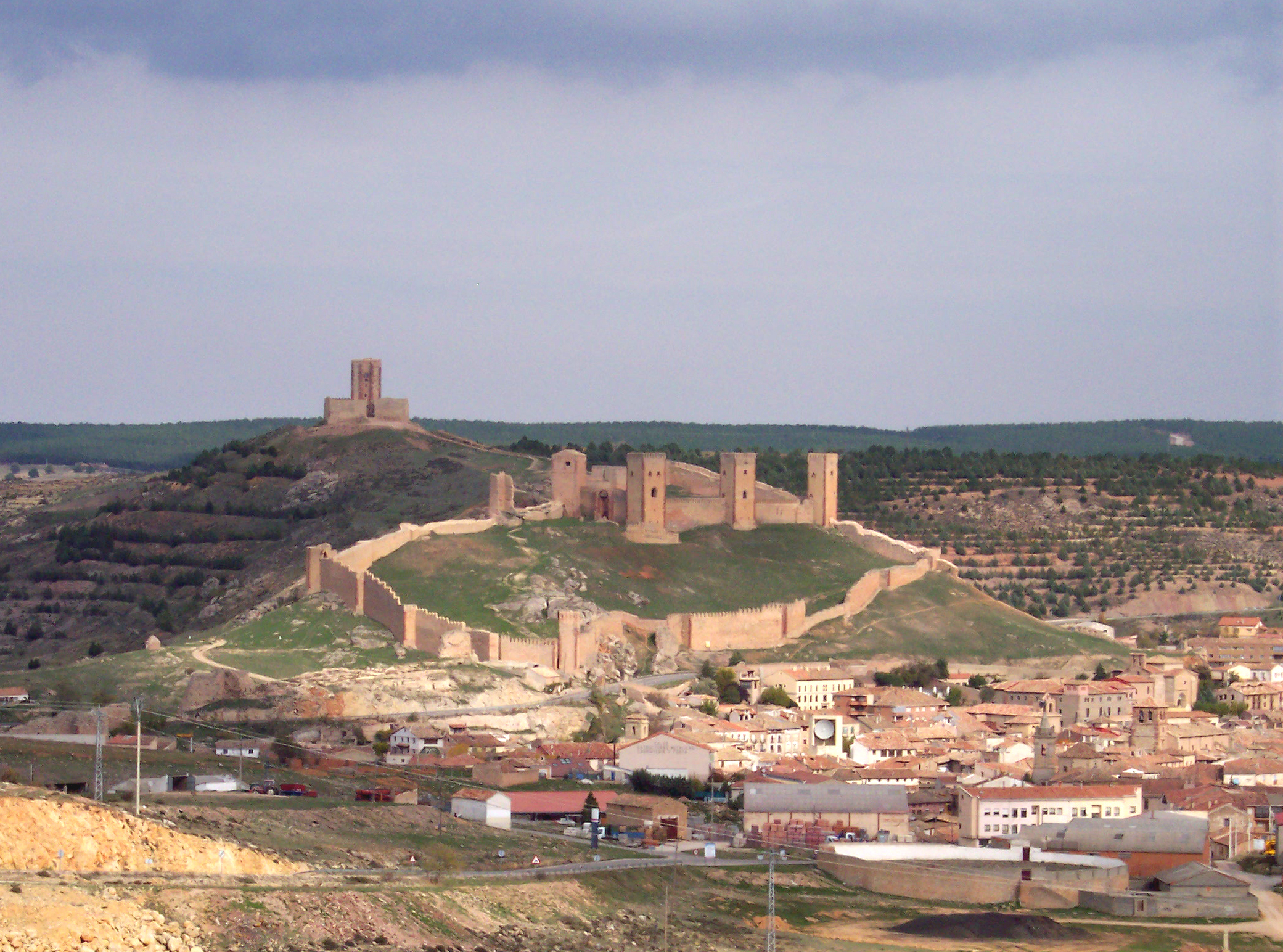
Молина-де-Арагон, столица королевской сеньории

Сеньория де Молина в 1800 году

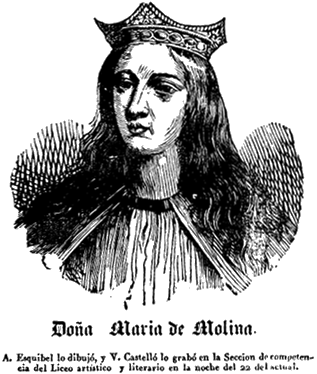
Мария де Молина (ок. 1265—1321), 6-я сеньора де Молина с 1293 года. Дочь инфанта Альфонсо де Молины, внучка короля Леона Альфонсо IX, супруга короля Кастилии Санчо IV и мать короля Кастилии Фернандо IV.

Королевская сеньория Молина — средневековая сеньория в Испании, созданная вокруг виллы Молина-де-Арагон с современной провинции Гвадалахара. Она была основана как независимая сеньория между королевствами Кастилия и Арагон. Её первым владельцем был граф Манрике Перес де Лара (? — 1164), регент Кастилии в 1158—1164 годах. С 1321 года титул сеньора де Молина носили короли Кастилии, а затем короли Испании.

## История
В 1129 году тайфа Молина была завоёвана королем Арагона Альфонсо I Воителем, но заселение взяло на себя кастильское королевство, что вызвало споры обеих корон по территории Молины. Манрике Перес де Лара (? — 1164), граф и сеньор де Лара, имевший влияние на королей Кастилии и Арагона, был посредником в заключении в 1137 году договора в Каррионе, по условиям которого Кастилия вернула Арагону города Калатаюд и Дарока. В следующем 1138 году Манрике Перес де Лара получил во владение сеньории Молина и Месса.
В 1293 году скончалась Бланка Альфонсо де Молина (1243—1293), сестра королевы Кастилии Марии де Молины, которая в своём завещании от 10 мая 1293 года распорядилась, чтобы сеньорию унаследовал король Кастилии Санчо IV (1284—1295), супруг Марии де Молины. В 1295 году после смерти кастильского короля Санчо IV его вдова Мария де Молина стала регентом королевства до совершеннолетия своего сына Фернандо IV. После смерти короля Кастилии Фернандо IV в 1312 году Мария де Молина стала вновь опекуншей своего внука, короля Альфонсо XI, и регентом королевства до совершеннолетия последнего. В 1321 году после смерти Марии де Молины сеньория де Молина окончательно перешла под контроль кастильской короны.
В 1350 году король Кастилии Педро I унаследовал сеньорию Молина после смерти своего отца, короля Альфонсо XI. Во время своего правления король Кастилии Педро Жестокий участвовал в новой войне с королем Арагона Педро IV, известной как «война двух Педро», в которой сеньория Молина также пострадала. После гибели Педро I в 1369 году от рук своего сводного брата Энрике, графа де Трастамара, будущего короля Кастилии Энрике II (1369—1379), последний передал сеньорию Молина французскому военачальнику и капитану белых компаний Бертану Дюгеклену, пожаловав ему титул герцога де Молина. Вилла и сеньория Молина не приняли Дюгеклена в качестве своего сеньора и перешли на сторону короля Арагона Педро IV, которого они признали сеньором Молины. После заключения кастильско-арагонского мира в Альмасане в 1375 году сеньория Молина вернулась под власть кастильской короны, а титул сеньора де Молины с тех пор был связан с кастильской короной, а затем испанской короной.
Военно-стратегическое значение сеньории де Молина-де-Арагон в XIV и XV веках как пограничной зоны оставалось ключевым в период, когда происходили войны между Кастилией и Арагоном. Тем не менее, сеньория де Молина сохранила свой статус.
В 1465 году король Кастилии Энрике IV хотел передать сеньорию Молина своему фавориту Бельтрану де ла Куэве, 1-му герцогу де Альбуркерке. Молинцы восстали против Бельтрана де ла Куэвы и одержали победу над королевским войском под Руэдой. Король и его фаворит вынуждены были отступить, а сеньория де Молина сохранила своё положение.
Династический союз Арагона и Кастилии привел к стабильности в сеньории, которая, благодаря её пограничному и таможенному положению, стала богатеть из-за торговли шестью. Это было во времена правления Католических королей, когда происходило увеличение притока капитала в сеньорию, что сделало город Молина-де-Арагон экономическим и урбанистическим ростом.
В 1630-х годах Молина снова становится центром сражений во время Тридцатилетней войны, и, прежде всего, в 1641 году, когда король Испании Филипп IV и граф-герцог Оливарес собрали армию в Молине, чтобы подготовить наступление в Каталонию, чтобы подавить там восстание.
В 1704—1710 годах, во время войны за испанское наследство, королевская сеньория де Молина оставалось верным Филиппу V Бурбону и была полем битвы между австрийцами, которые пользовались поддержкой Арагона, и Бурбонами, поддержанными Кастилией. Молина была оккупирована австрийскими войсками в 1706 году и возвращена Хуаном де Нассау под контроль Бурбонов в том же году. Военные действия и эпидемия чумы, которые разорили Пиренейский полуостров в XVIII веке, привели к тому, что в королевской сеньории Молина начались экономический и демографический спад.
В 1813 году сеньория де Молина была ликвидирована, но короли Испании сохраняют этот титул в своей титулатуре.

## Сеньоры де Молина

Герб дома Манрике де Лара.

- Манрике Перес де Лара (? — 1164). Основатель сеньории (1138—1164 гг.), сын графа Педро Гонсалеса де Лары (? — 1130)
- Педро Манрике де Лара (? — 1202), 2-й сеньор де Молина (1164—1202), старший сын предыдущего
- Гонсало Перес де Лара (? — 1239), 3-й сеньор де Молина (1212—1239), сын предыдущего
- Мафальда Гонсалес де Лара[исп.] (? — 1244), 4-я сеньора де Молина (1239—1244), дочь предыдущего и её муж, инфант Альфонсо де Молина (1202—1272), сеньор де Молина (1240—1272), сын короля Леона Альфонсо IX
- Бланка Альфонсо де Молина[исп.] (1243—1293), 5-я сеньора де Молина (1272—1293), дочь Мафальды и Альфонсо де Молины, и Альфонсо Фернандес эль-Ниньо (1241—1281), внебрачный сын короля Кастилии Альфонсо X.
- Санчо IV и его супруга, Мария де Молина (ок. 1265—1321), 6-я сеньора де Молина (1293—1321), дочь Альфонсо де Молины и его третьей жены, Майор Альфонсо де Менесес.

С 1321 года сеньория де Молина была часть владений королей Кастилии.
- Альфонсо XI (1321—1350)
- Педро I (1350—1369)

С 1369 по 1375 год сеньория Молина входила в состав Королевства Арагон.
- Педро IV (1369—1375)

С 1375 года сеньория де Молина окончательно входит в состав Кастилии.
- Энрике II (1375—1379)
- Хуан I (1379—1390)
- Энрике III (1390—1406)
- Хуан II (1406—1454)
- Энрике IV (1454—1474)
- Изабелла I Кастильская (1474—1504)
- Хуана I Безумная (1504—1516)

С 1516 года титул сеньора де Молина принадлежит королям Испании.
- Карл I Габсбург, король Испании (1516—1556)
- Филипп II Габсбург (1556—1598)
- Филипп III Габсбург (1598—1621)
- Филипп IV Габсбург (1621—1665)
- Карл II Габсбург (1665—1700)
- Филипп V де Бурбон (1700—1746)
- Фердинанд VI де Бурбон (1746—1759)
- Карл III де Бурбон (1759—1788)
- Карл IV де Бурбон (1788—1808)
- Фердинанд VII де Бурбон (1808—1833)
- Изабелла II де Бурбон (1833—1868)
- Амадео I Савойский (1871—1873)
- Альфонсо XII де Бурбон (1875—1886)
- Альфонсо XIII де Бурбон (1886—1931)
- Хуан Карлос I де Бурбон (1975—2014)
- Филипп VI де Бурбон (2014-)